# Raorchestes kaikatti
Raorchestes kaikatti es una especie de anfibio anuro de la familia Rhacophoridae.

## Distribución geográfica
Esta especie es endémica del distrito de Palakkad en Kerala, India. Se encuentra en los Ghats occidentales.

## Etimología
El nombre de la especie le fue dado en referencia al lugar de su descubrimiento, Kaikatti en el distrito de Palakkad.

## Publicación original
- Biju & Bossuyt, 2009: Systematics and phylogeny of Philautus Gistel, 1848 (Anura, Rhacophoridae) in the Western Ghats of India, with descriptions of 12 new species. Zoological Journal of the Linnean Society, vol. 155, p. 374-444.[4]